# На межі темряви (фільм, 2010)
«На межі темряви» (англ. Edge of Darkness) — британсько-американський художній фільм у жанрі трилера, знятий за мотивами однойменного телесеріалу 1985 року виробництва «BBC». Головні ролі у фільмі виконують: Мел Гібсон та Рей Вінстон, а режисером і продюсером фільму є Мартін Кемпбелл та Майкл Вірінґ відповідно (вони ж були режисерами і продюсерами телесеріалу). У фільмі розповідається про слідчого (Гібсон), який розслідує вбивство своєї доньки — молодого науковця, втягнутого в розробку ядерної зброї, і водночас розкриває політичну змову.

## Сюжет
Томас Крейвен — поліцейський детектив, доньку котрого було застрелено у нього на очах. Щойно розпочавши розслідування, герой виявляє, що її смерть не була випадковою, і сліди убивць приводять до корумпованих систем влади. Донька Крейвена виявила, що відомство, в якому вона працювала, виробляє та підробляє ядерну зброю інших країн, і в разі ядерної атаки США «підставили» б іншу країну.
Вона не могла з цим змиритися і тому спробувала спершу законно перешкодити цьому. Але збагнувши, що нічого не вдасться, згодом почала використовувати будь-які доступні методи, за що її отруїли й потім убили. Розгніваний батько поступово про все дізнається й у фіналі вбиває спершу кілера дочки (впізнавши його голос), а трохи згодом і начальника відомства, який усім цим керував. Зрештою, батько сам стає жертвою радіоактивного отруєння злочинцями. В останній сцені батько з донькою ніби разом ідуть з лікарні, пояснюючи таким чином, що батько не вижив після отруєння й вогнепального поранення.

## У ролях
- Мел Гібсон[3] — Томас Крейвен
- Рей Вінстон[4] — Даріус Джедбур
- Денні Г'юстон — Джек Беннет
- Бояна Новакович[5] — Емма Крейвен
- Шон Робертс[5] — Террі Шилдс
- Гбенга Акіннагбе[en][6] — детектив Дарсі Джонс

## Створення фільму
У 2002 році Мартін Кембелл оголосив про те, що він планує зняти повнометражний фільм за мотивами серіалу «Межа темряви». Створення фільму перейшло в активну стадію у 2007 році, коли Кемпбелл зустрівся з продюсером Гремом Кінгом, який спочатку попросив написати сценарій австралійського сценариста Ендрю Бовелла, а потім і Вільяма Монегана, що перед тим отримав «Оскар» за сценарій до «Відступників». Співпродюсерами фільму також були Майкл Вірінґ та «BBC». Зйомки фільму розпочалися в Бостоні 18 серпня 2008 року.
Окрім того, Гібсон і його команда заснували невелику студію для зйомок в західній частині Массачусетса. Як повідомляється, вона знаходиться в Нортгемптоні. Вони знімали різні околиці в Долині Першовідкривачів, зокрема паб Туллі О'Рейлі в Нортгемптоні та нортгемптонський спортивний клуб. Також повідомлялося, що гірська резервація «Шугарлоуф» була зачиненою на ті декілька днів, на які вона була орендована.
Що ж до акторів, то спершу роль агента спецслужб, який повинен «замести» сліди вбивства доньки головного героя, пропонувалося віддати Робертові Де Ніро, але він від неї відмовився. Згодом ця роль була віддана Реєві Вінстонові.